# Frederick Goodall

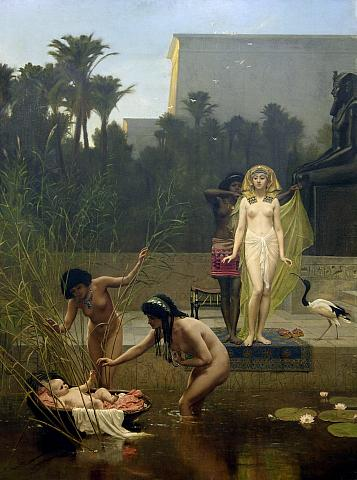
The Finding of Moses de Frederick Goodall.

Frederick Goodall (Londres, 17 de marzo de 1822-Londres, 29 de julio de 1904) fue un pintor Inglés, fue integrante de una familia de destacados artistas.
Integrante de una familia de destacados artistas, empezó sus estudios con su padre, Edward Goodall, grabador (1795-1870), y en la Academia Wellington Road. 
A los dieciséis años, expuso en la Royal Academy cuatro acuarelas. En 1836 la Society of Arts le otorgó una medalla de plata a su primer cuadro al al óleo, El cadáver de un minero. Luego, viajó por Francia, Bélgica e Irlanda pintando cuadros que tuvieron gran aceptación como El sueño del soldado y La fiesta de la aldea (1847). En 1860, hizo otro viaje a Italia, en donde ensanchó grandemente la esfera de sus ideales, produciendo verdaderas obras maestras como La madrugada en el desierto, Mater dolorosa, etc.
Entre sus últimos cuadros sobresalen: Los aguadores en Egipto (1878); Interior de una mezquita (1880); Menfis (1892), etc. Sus primeras obras se caracterizan por una esmerada ejecución, mientras que las posteriores brillan por una mayor amplitud de visión artística, sin menoscabo de la solidez. Sus acuarelas tienen aún mayor valor artístico que sus pinturas al óleo.